# Uropotie
Uropotie – von lateinisch urina (Harn) und potare (trinken); englische Bezeichnung urodipsia ist die medizinische Fachbezeichnung für eine Essstörung, die diagnostiziert werden kann, wenn eine Person in einem Zeitraum von mindestens einem Monat wiederholt eigenen oder fremden Urin getrunken hat.
Dabei handelt es sich oft um eine Unterform des Pica-Syndroms (Verzehr von widerlichen oder ungenießbaren Substanzen für mindestens einen Monat), in anderen Fällen besteht eine besondere Ausprägung einer Urophilie (als einer Form einer Paraphilie bzw. Automasochismus, Fetischismus).